# Jan Bazen
Cornelis Jan Bazen (ur. 3 stycznia 1948 w Zevenhuizen) – holenderski panczenista, uczestnik Zimowych Igrzysk Olimpijskich 1976, siedmiokrotny medalista mistrzostw Holandii.
Na igrzyskach olimpijskich w Innsbrucku wystartował w biegu na 500 metrów w łyżwiarstwie szybkim. W zawodach zajął szóste miejsce, ex aequo z Arnulfem Sunde. Bazen wystąpił w zawodach mając ponad 28 lat. Był najstarszym zawodnikiem reprezentacji Holandii na igrzyskach w Innsbrucku.
Sześciokrotnie uczestniczył w mistrzostwach świata w wieloboju sprinterskim. Najwyższe, dziewiąte miejsce zajął w 1972 roku. Siedmiokrotnie zdobywał medale mistrzostw Holandii w sprincie. Trzykrotnie zdobył tytuły mistrzowskie – w 1970, 1971 i 1972. Sześciokrotnie poprawiał łyżwiarskie rekordy Holandii. Dwukrotnie dokonał tego w wieloboju sprinterskim (w 1971 i 1973), dwukrotnie w biegu na 500 metrów (w 1970 i 1972) i dwukrotnie w biegu na 1 000 metrów (w 1969 i 1971).

## Rekordy

### Byłe rekordy Holandii
| Dystans | Czas    | Miejscowość       | Data                | Poprawiony                                  |
| ------- | ------- | ----------------- | ------------------- | ------------------------------------------- |
| 1 000 m | 1:24,8  | Cortina d’Ampezzo | 28 stycznia 1969    | 4 lutego 1969 (Ard Schenk – 1:21,4)         |
| 500 m   | 39,6    | Cortina d’Ampezzo | 27 stycznia 1970    | 15 stycznia 1971 (Ard Schenk – 38,9)        |
| Sprint  | 159,150 | Davos             | 15/16 stycznia 1971 | 20/21 lutego 1971 (Ard Schenk – 159,080)    |
| 1 000 m | 1:19,7  | Davos             | 15 stycznia 1971    | 20 lutego 1971 (Ard Schenk – 1:18,8)        |
| 500 m   | 38,8    | Inzell            | 4 marca 1972        | 19 stycznia 1973 (Jos Valentijn – 38,7)     |
| Sprint  | 158,950 | Davos             | 19/20 stycznia 1973 | 21/22 lutego 1976 (Jos Valentijn – 155,375) |

### Rekordy życiowe
| Dystans | Czas    | Miejscowość       | Data             |
| ------- | ------- | ----------------- | ---------------- |
| 500 m   | 38,80   | Inzell            | 4 marca 1972     |
| 1 000 m | 1:18,10 | Davos             | 5 lutego 1976    |
| 1 500 m | 2:06,00 | Cortina d’Ampezzo | 27 stycznia 1970 |
| 3 000 m | 4:34,90 | Inzell            | 2 marca 1972     |
| 5 000 m | 8:27,50 | Amsterdam         | 2 maja 1968      |

## Wyniki

### Igrzyska olimpijskie
| Rok i miejsce   | Konkurencja | Wynik | Miejsce | Strata | Zwycięzca         | Źródło |
| --------------- | ----------- | ----- | ------- | ------ | ----------------- | ------ |
| 1976, Innsbruck | 500 m       | 39,78 | 6.      | 0,61   | Jewgienij Kulikow | [ 2 ]  |

### Mistrzostwa świata w wieloboju sprinterskim
| Rok i miejsce    | Wynik   | Miejsce | Strata | Zwycięzca          | Źródło |
| ---------------- | ------- | ------- | ------ | ------------------ | ------ |
| 1970, West-Allis | 167,680 | 16.     | 4,23   | Walerij Muratow    | [ 9 ]  |
| 1971, Inzell     | 165,150 | 21.     | 6,73   | Erhard Keller      | [ 10 ] |
| 1972, Eskilstuna | 163,130 | 9.      | 2,205  | Leo Linkovesi      | [ 11 ] |
| 1973, Oslo       | 165,335 | 15.     | 4,075  | Walerij Muratow    | [ 12 ] |
| 1974, Innsbruck  | 164,775 | 12.     | 4,025  | Per Bjørang        | [ 13 ] |
| 1975, Göteborg   | 165,835 | 10.     | 3,02   | Aleksandr Safronow | [ 14 ] |

### Mistrzostwa Holandii

#### Mistrzostwa Holandii w wieloboju
| Rok i miejsce   | Wynik   | Miejsce | Strata | Zwycięzca  | Źródło |
| --------------- | ------- | ------- | ------ | ---------- | ------ |
| 1968, Amsterdam | 144,110 | 21.     | 41,965 | Ard Schenk | [ 15 ] |

#### Mistrzostwa Holandii w wieloboju sprinterskim
| Rok i miejsce    | Wynik   | Miejsce | Strata | Zwycięzca     | Źródło |
| ---------------- | ------- | ------- | ------ | ------------- | ------ |
| 1970, Deventer   | 168,670 | 1.      | –      | –             | [ 16 ] |
| 1971, Amsterdam  | 165,430 | 1.      | –      | –             | [ 17 ] |
| 1972, Deventer   | 165,890 | 1.      | –      | –             | [ 18 ] |
| 1973, Heerenveen | 166,080 | 2.      | 1,325  | Jos Valentijn | [ 19 ] |
| 1974, Assen      | 169,580 | 2.      | 0,900  | Eppie Bleeker | [ 20 ] |
| 1975, Assen      | 168,110 | 3.      | 3,490  | Eppie Bleeker | [ 21 ] |
| 1976, Groningen  | 167,820 | 3.      | 1,040  | Jos Valentijn | [ 22 ] |
| 1977, Assen      | 165,985 | 5.      | 4,265  | Jos Valentijn | [ 23 ] |